# Ernie Collett
Ernest John „Ernie” Collett (ur. 3 marca 1895 w Toronto, Kanada, zm. 21 grudnia 1951 tamże) – kanadyjski hokeista, który podczas Zimowych Igrzysk Olimpijskich w 1924 w Chamonix zdobył wraz z drużyną olimpijskie złoto. Był pierwszym chorążym reprezentacji Kanady na zimowych igrzyskach olimpijskich.

## Kluby
Pierwszym zespołem, w którym znajdował się Collett, był Toronto Riverside Hockey Club, gdzie grał w latach 1915-1917. Potem występował kolejno w klubach: Toronto Crescents (1917-1918), Toronto Newman Hall (1919-1920), Toronto Parkdale (1920-1921). Ostatnim klubem był Toronto Granites, w którym Collett grał w latach 1921–1923 i z którym zdobył olimpijskie złoto.

## Śmierć i pogrzeb
Zmarł 21 grudnia 1951. Pochowany został na Mount Pleasant Cemetery w Toronto.

## Nagrody i osiągnięcia
- 1922 - Puchar Allana (z Toronto Granites)
- 1923 - Puchar Allana (z Toronto Granites)
- 1924 - złoty medal na Zimowych Igrzyskach Olimpijskich 1924